# Sandra Antelo
Sandra Antelo, född 20 september 1968, är en friidrottare från Bolivia. Hon deltog vid olympiska sommarspelen 1992.